# Iluzionizem (umetnost)
Iluzionizem v umetnostni zgodovini pomeni bodisi umetniško tradicijo, v kateri umetniki ustvarjajo umetniško delo, ki se zdi, da si deli prostor z gledalcem ali širše, poskus predstavitve fizičnih pojavov natančno – tako imenovanih tudi mimesis. Izraz realist se lahko uporablja v tem smislu, vendar ima v umetnosti tudi precej drugačne pomene, saj se uporablja tudi za pokrivanje izbire običajne vsakodnevne vsebine in izogibanje idealiziranju subjektov. Iluzionizem zajema dolgo zgodovino, od prevare Zeuksida in Parhasija do del muralista Richarda Haasa v dvajsetem stoletju, ki vključuje trompe l'oeil, anamorfozo, op art, abstraktni iluzionizem in iluzionistično stropno slikarstvo, kot so di sotto in sù in quadratura. Kiparski iluzionizem vključuje dela, pogosto naslikana, ki se zdijo resnična od daleč. Druge oblike, kot je iluzionistična tradicija v gledališču in Samuela van Hoogstratena »peepshow« škatla iz 17. stoletja združujejo iluzionistične tehnike in medije.

## Iluzionistični realizem
Razvoj vse bolj natančne predstavitve vizualnih pojavov stvari ima v umetnosti dolgo zgodovino. Vključuje elemente, kot so natančen prikaz anatomije ljudi in živali, perspektivo in učinke razdalje ter podrobne učinke svetlobe in barve. Umetnost mlajšega paleolitika v Evropi je dosegla izjemno realistične upodobitve zveri, v starodavni egipčanski umetnosti so razvili konvencije, ki vključujejo tako stilizacijo kot idealizacijo, ki pa so omogočile zelo učinkovito in dosledno prikazovanje zelo učinkovitih upodobitev. Za  starogrško umetnost je splošno znano, da je dosegla velik napredek na področju predstavljanja anatomije in je od takrat ostala vplivni model. Nobena izvirna dela na ploščah ali stenah velikih grških slikarjev niso ohranjena, a iz literarnih zapisov in ohranjenega korpusa izpeljanih del (večinoma greko-rimska dela v mozaiku) je jasno, da je bil v slikarstvu zelo cenjen iluzionizem. Znana zgodba Plinija starejšega o pticah, ki kljuvajo grozdje, ki jo je v 5. stoletju pred našim štetjem naslikal Zeuksis, je lahko legenda, vendar kaže na težnjo grškega slikarstva. Poleg natančnosti oblike, svetlobe in barve, rimske slike kažejo neznanstveno, a učinkovito znanje o predstavljanju oddaljenih objektov manjših od bližjih in predstavljajo pravilne geometrijske oblike, kot sta streha in stene prostora s perspektivo. Ta napredek v iluzionističnih učinkih nikakor ni pomenil zavračanja idealizma; kipi grških bogov in junakov poskušajo s točnostjo predstaviti idealizirane in lepe oblike, čeprav so druga dela, kot so glave slavno grdega Sokrata, lahko padle pod te idealne standarde lepote. Rimski portret, ki ni pod prevelikim grškim vplivom, kaže večjo zavezanost resničnemu prikazu njenih subjektov.
Umetnost pozne antike je slavno zavrnila iluzionizem za ekspresivno silo, spremembo, ki se je že dobro začela, ko je krščanstvo začelo vplivati na umetnost elite. Na zahodu se klasični iluzionistični standardi niso začeli ponavljati vse do poznega srednjeveškega ali zgodnjega renesančnega obdobja in so jim pomagali z razvojem novih tehnik oljnega slikarstva, ki so omogočale zelo tanek in natančen učinek svetlobe, ki je bil pobarvan z zelo majhnimi čopiči in več plasti barve in glazure. Znanstvene metode predstavljanja perspektive so se razvile v Italiji in postopoma razširile po Evropi, natančnost anatomije pa je bila ponovno odkrita pod vplivom klasične umetnosti. Kot v klasičnih časih je idealizem ostal norma.
Natančno upodobitev krajine v slikarstvu se je prav tako razvijala v zgodnjem nizozemskem in renesančnem slikarstvu, in bila v nizozemski zlati dobi slikarstva v 17. stoletju na zelo visoki ravni z zelo subtilnimi tehnikami za prikaz različnih vremenskih razmer in stopenj naravne svetlobe. Po drugem razvoju zgodnjega nizozemskega slikarstva do leta 1600, bi lahko evropsko portretiranje dalo zelo dobro podobo tako v slikarstvu kot v kiparstvu, čeprav so bili predmeti pogosto idealizirani z glajenjem ali so jim dali umetno pozo. Tihožitja in elementi mrtvega življenja v drugih delih so igrali pomembno vlogo pri razvoju iluzionističnega slikarstva, čeprav v nizozemski tradiciji cvetličnega slikarstva dolgo niso imeli »realizma«, saj so se običajno uporabljale rože iz vseh letnih časov, bodisi iz navade sestavljanja kompozicij iz posameznih risb ali kot namerne konvencije; veliki razstavljeni šopki v vazah, čeprav so bili blizu sodobnih rezov cvetja, na katere so vplivali, so bili povsem netipični za navade 17. stoletja, kjer so bili cvetovi prikazani eden za drugim. Zanimivo je, da je bilo življenje, ko je vodilo razvoj iluzionističnega slikarstva, enako pomembno pri opuščanju v kubizmu.

## Donald Judd
V svojih spisih in kritikah umetnosti je sredi 1960-ih umetnostni kritik / umetnik Donald Judd trdil, da iluzionizem v slikarstvu spodkopava sam artform. Namigoval je, da je bila slika mrtva, saj je slikanje laž, ker je upodobilo iluzijo tridimenzionalnosti na ravni površini. Trdil je, da je slikanje potrebno, da prizna njegovo objektivnost v realnem prostoru in zavrne iluzijo. Leta 1965 je napisal v Posebni predmeti:
»Tri dimenzije so realni prostor. To rešuje problem iluzionizma in dobesednega prostora, prostora v in okoli oznak barve… Dejanski prostor je dejansko močnejši in bolj specifičen od barve na ravni površini« .

## Moderni Iluzionizem
V hotelu Webster Texas Holiday Inn, blizu Houston Space Centra, je dvojni iluzionistični strop stenskega slikarja Franka Wilsona, naročen v čast ameriških astronavtov. V prostorih za oficirje, kot tudi v jedilnici, je še druga poslikava, ki prikazuje nočno nebo, pri normalni svetlobi pa opazimo oblake in ptice.